# 赤舌

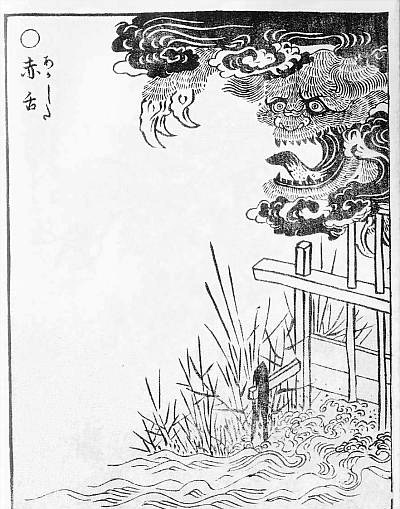
鳥山石燕『画図百鬼夜行』より「赤舌」

赤舌（あかした）は、江戸時代の妖怪絵巻などに描かれている日本の妖怪。爪のある手と毛深い顔を持ち、黒雲に覆われた獣のような姿が描かれているが全身像は不明。開かれた口には大きな舌がある。

## 概説

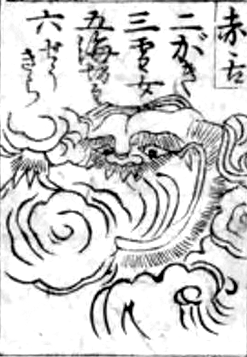
『十界双六』より「赤舌」

通常、絵巻物などでは黒雲以外が描き添えられることはないが、鳥山石燕『画図百鬼夜行』では水門の上に描かれている。しかし、説明文などが添えられていないため、詳細は不明である。「赤舌」という名称については近世文学者・稲田篤信などによって暦や陰陽道などで説かれる太歳（木星）の西門を守護する赤舌神（しゃくぜつじん）・赤舌日（しゃくぜつにち）との関係が示唆されている。
江戸時代の絵双六『十界双六』（国立国会図書館所蔵）・絵巻物『百鬼夜行絵巻』（尾田郷澄、1832年）でも、「赤舌」という名称で描かれているが、それぞれ、後述する「赤口」に近い図様・石燕のものとは異なった図様で描かれており、水門の描写も無い。
鳥山石燕による『画図百鬼夜行』の絵に「水門」が描かれていることについては、妖怪研究家・多田克己、妖怪探訪家・村上健司などが石燕による一種の絵解きであるとの説を唱えている。それによれば、「赤」は「淦」（あか。船底にたまる水）や「垢」に通じることから汚れを比喩しており、「舌」は「下」（心の奥を意味する）や諺の「舌は禍の門」（『口は禍のもと』と同意）に通じることから、赤舌とは一種の羅刹神であり、口が開いている限りは吉事に恵まれないことを意味した絵ではないかとしている。

### 赤口

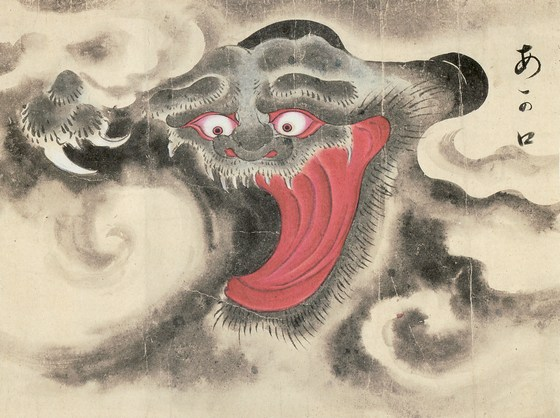
佐脇嵩之『百怪図巻』より「あか口」

江戸時代の妖怪絵巻『百怪図巻』（佐脇嵩之、1737年）、『化物づくし』（画家・制作年不明、加賀谷れい所蔵）、『化物絵巻』（画家・制作年不明、川崎市市民ミュージアム所蔵）には、石燕の描いた「赤舌」のモデルと見られる「赤口」（あかくち、あか口）という妖怪が描かれている。大きくひらかれた赤い口（舌も含まれる）、爪のある手と毛深い顔、黒雲に覆われた獣のような姿が描かれており『十界双六』や石燕の「赤舌」とほぼ共通している。水門は描かれていない。江戸時代の随筆『嬉遊笑覧』に引かれている古法眼元信が描いた「化物絵」に描かれていたとされる妖怪の中には「赤口」という名称が確認できる。
「赤口」について、多田克己は六曜の赤口が由来ではないかとの説を唱えている。

## 昭和期の解説
昭和以後の書籍において、赤舌が掲載される際には特徴ある解説がいくつか発生しているが、いずれも図様を除いて絵巻物や石燕のものと直接には関係していないと見られている。以下にその大略を記す。

### 藤沢衛彦の解説
民俗学者・藤沢衛彦は編書『妖怪画談全集 日本篇』（1929年）に挿絵として掲載した石燕の「赤舌」の絵に
と、悪人の田を流すといった内容のキャプションを添えている。このキャプションにあるような内容は具体的には石燕や古文献によるものでは無く、石燕の絵の内容に対して付された藤沢の手による独自の解説である。

### 佐藤有文の解説
佐藤有文による妖怪図鑑『妖怪大図鑑』（1973年）・『妖怪大全科』（1980年）などには、真っ赤な夕焼け空から舌をのばして人間をさらってゆく妖怪であるとの解説が掲載されている。赤舌にさらわれた人間の出た家はその後に栄えたなどのことも記されているが、石燕や古文献による伝承であるとは確認されていない。

### 『東北怪談の旅』
山田野理夫『東北怪談の旅』（1974年）には赤舌が青森県津軽の農村に現れて田の水争いを解決したという話が掲載されている。津軽地方に赤舌が出たとする話は妖怪図鑑や妖怪をテーマとした書籍などの解説に昭和以後も広く使われており、それらはこの話を典拠としている。
水争いを赤舌が解決したという話は、現地にあった水争いが解決された伝承に、石燕の「赤舌」が後付けされたものであると解されている。